# Szatałowka (obwód biełgorodzki)
Szatałowka (ros. Шаталовка) – wieś w Rosji, w obwodzie biełgorodzkim, w rejonie starooskolskim. W 2010 liczyła 1452 mieszkańców.

## Urodzeni
- Jonatan (Jeleckich) - biskup prawosławny.